# حوضچه پر
حوضچه پر یا حوضچه کامل (به انگلیسی: Full pond)، یک عبارت آمریکایی است که برای توصیف سطح آب یک دریاچه، مخزن یا دیگر بدنه آب شیرین استفاده می‌شود. این اصطلاح زمانی به کار می‌رود که سطح آن درست زیر سرریز باشد یا در غیر این صورت در سطح حداکثر، پایدار و ایمن باشد.